# La Nuit des chacals
La Nuit des chacals est la cinquième histoire en 44 planches de la série Bruno Brazil scénarisée par Greg (sous le pseudonyme de Louis Albert) et dessinée par William Vance.
Elle a été publiée dans Le Journal de Tintin en 1971 puis en album chez Le Lombard en 1973.
Elle a valu à Greg le prix Saint-Michel 1972 du meilleur scénariste de science-fiction.

## Synopsis
Bruno Brazil et ses équipiers ont droit à quelques jours de congés et Gaucho Morales en profite pour rejoindre ses parents à Sacramento. Arrivé là-bas, il se rend compte qu'une bande de racketteurs sème le trouble parmi les commerçants dont fait partie son père. Lorsqu'il tente de s'opposer à ceux-ci, il est violemment "passé à tabac". Il n'en faut pas plus pour que Bruno Brazil et les membres du Commando Caïman ne volent à sa rescousse pour affronter ensemble la mafia locale.

## Histoire
La publication de la cinquième longue histoire de Bruno Brazil débute dans le n° 1197 du Journal de Tintin, daté du 7 octobre 1971, alors même que la publication de l'épisode précédent, La Cité pétrifiée, s'est terminée à peine cinq mois plus tôt dans le n° 1175 daté du 6 mai 1971. Les lecteurs de l'hebdomadaire se voient ainsi offrir deux aventures de Bruno Brazil dans la même année.
Aucune couverture du journal ne sera consacrée à cette histoire,.
La publication en albums ne suivra pas le même rythme qu'en périodique puisque La Nuit des chacals ne paraîtra en librairies qu'en octobre 1973.
La fin de l'album est ouverte et l'histoire trouvera sa conclusion dans l'album suivant, Sarabande à Sacramento.

## Publication

### Périodiques
Journal de Tintin : du n°1197 du 7 octobre 1971 au n° 1217 du 24 février 1972,

### Albums
- 1ère édition : Le Lombard, 44 planches, soit 46 pages, 1973 (DL 10/1973)[4]

Rééditions :
1. Le Lombard, avec nouvelle illustration de couverture reprenant dans un encart celle de l'édition de 1973, sur laquelle ne figure plus le nom de Louis Albert et créditant pour la première fois Greg comme scénariste, avec nouvelles couleurs réalisées par Petra, 1998 (DL 04/1998)  (ISBN 2-8036-1335-2)[4]
2. Le Lombard, intégrale 2 (avec Sarabande à Sacramento, Des Caïmans dans la rizière et Orage aux Aléoutiennes), 29/11/2013 (DL 11/2013)   (ISBN 978-2-8036-3123-0)[5]